# Pomnik Jadwigi i Jagiełły w Krakowie
Pomnik Jadwigi i Jagiełły – pomnik, projektu Tomasz Oskara Sosnowskiego i Karola Knausa, upamiętniający 500-lecie unii polsko-litewskiej, znajdujący się w Krakowie w dzielnicy I w północnej części Plant przy ul. Basztowej.

## Historia
Pomnik stanowił dar rzeźbiarza Tomasza Oskara Sosnowskiego dla Muzeum Narodowego w Krakowie. Figury wyszły spod jego dłuta, natomiast architekturę monumentu zaprojektował Karol Knaus. W pracy nad posągami rzeźbiarz wykorzystał model pomnika Mieszka I i Dobrawy, wzorowany na pomniku Mieszka oraz Bolesława Chrobrego ze Złotej Kaplicy katedry poznańskiej. Ze względu na kompozycję bliską poznańskiemu monumentowi, jak i stroje wyrzeźbionych postaci, niekiedy przyjmuje się, że dzieło Sosnowskiego, które trafiło do Krakowa było pierwotnie pomnikiem Mieszka i Dobrawy, któremu artysta nadał nowe znaczenie, poprzez  dodanie herbów Polski i Litwy. Pomnik wykonano w Rzymie, gdzie Sosnowski żył i tworzył.
W Krakowie ustawiono go na Plantach, w obrębie obecnego Ogrodu przy Floriance, na niewielkim, sztucznym wzniesieniu, w pobliżu ulicy Sławkowskiej i wylotu ulicy Krowoderskiej. Uroczyste odsłonięcie nastąpiło 1 sierpnia 1886 roku. Monument był odnawiany na przełomie lat 50. i 60. XX wieku, w 1986 oraz 2004 roku. Siedem lat później ukradziono krzyż, umieszczony w dłoni posągu Jadwigi.

## Opis
Pomnik przedstawia królową Jadwigę Andegaweńską i wielkiego księcia litewskiego Władysława Jagiełłę w chwili zaślubin. Obie figury wykonano z marmuru karraryjskiego. Pomiędzy nimi umieszczono mały postument, na którym oparto dwie tarcze, z herbami Korony Królestwa Polskiego i Wielkiego Księstwa Litewskiego. Na podstawie rzeźby znajduje się inskrypcja: HEDVIGES REGINA POLONIAE JAGIELLO MAGNUS DUX LITHUANIE. Całą grupę rzeźbiarską umieszczono na cokole z piaskowca, który zdobi tablica inskrypcyjna w kształcie krzyża, wykonana z czerwonego marmuru, zgodnie z projektem Knausa. Na niej umieszczono napis: 1386 / NA PAMIĄTKĘ / 500 LETNIEJ ROCZNICY UNII / POLSKI z LITWĄ /1886. Podmurówkę monumentu stanowią dzikie kamienie.
Tadeusz Dobrowolski zaliczył pomnik do sztuki neogotyckiej, jednocześnie nisko oceniając jego walory.